# Symbiopsis aprica
Symbiopsis aprica is een vlinder uit de familie van de Lycaenidae. De wetenschappelijke naam van de soort werd als Thecla aprica in 1883 gepubliceerd door Möschler.

## Synoniemen
- Thecla pennatus Druce, 1907